# Schnabelatmung
Als Schnabelatmung bezeichnet man einen Atmungstyp bei Vögeln, bei dem bei der Atmung der Schnabel geöffnet ist. Die Schnabelatmung ist ein Symptom für eine erschwerte Atmung (Dyspnoe), da Vögel physiologisch mit geschlossenem Schnabel atmen. Sie kann von „Backenblasen“ und atemsynchronem Wippen mit dem Schwanz begleitet sein. Eine Schnabelatmung kann bei starkem Stress, bei Überhitzung (Hyperthermie), bei verstopfter oder verklebter Nasenöffnung, bei Atemwegserkrankungen, bei Raumforderungen im Abdomen oder Aszitess mit Kompression der Luftsäcke, aber auch bei Blutarmut (Anämie) auftreten.